# Salignac-Eyvigues
Pour les articles homonymes, voir Salignac.
Salignac-Eyvigues est une commune française située dans le département de la Dordogne, en région Nouvelle-Aquitaine.
De 1790 à 2015, la commune a été le chef-lieu d'un canton.

## Géographie

### Généralités
Dans le quart sud-est du département de la Dordogne, en Périgord noir, la commune de Salignac-Eyvigues est limitrophe du département du Lot. Bordée par la Borrèze, c'est une commune rurale qui fait partie de l'aire d'attraction de Sarlat-la-Canéda.
À l'intersection des routes départementales (RD) 60, 61 et 62b, le bourg de Salignac où se trouve la mairie se situe, en distances orthodromiques, treize kilomètres au nord-est du centre-ville de Sarlat-la-Canéda et seize kilomètres au sud-est de celui de Montignac-Lascaux. Au sud-est, Eyvigues est un village distant de cinq kilomètres et demi.
Le territoire communal est également desservi par les RD 47 et 62.

### Communes limitrophes
Salignac-Eyvigues est limitrophe de huit autres communes dont une dans le département du Lot. Au sud-ouest, son territoire est distant d'environ 110 mètres de celui de Prats-de-Carlux.
| Saint-Geniès             | Paulin            | Borrèze                              |
| Saint-Crépin-et-Carlucet | Salignac-Eyvigues |                                      |
| Sainte-Nathalène         | Simeyrols         | Souillac (Lot), Pechs-de-l'Espérance |

### Géologie et relief

#### Géologie
Situé sur la plaque nord du Bassin aquitain et bordé à son extrémité nord-est par une frange du Massif central, le département de la Dordogne présente une grande diversité géologique. Les terrains sont disposés en profondeur en strates régulières, témoins d'une sédimentation sur cette ancienne plate-forme marine. Le département peut ainsi être découpé sur le plan géologique en quatre gradins différenciés selon leur âge géologique. Salignac-Eyvigues est située dans le deuxième gradin à partir du nord-est, un plateau formé de roches calcaires très dures du Jurassique que la mer a déposées par sédimentation chimique carbonatée, en bancs épais et massifs.
Les couches affleurantes sur le territoire communal sont constituées de formations superficielles du Quaternaire datant du Cénozoïque et de roches sédimentaires du Mésozoïque. La formation la plus ancienne, notée j3-4, date du Bathonien supérieur au Callovien, composée de calcaire cryptocristallin, localement crayeux. La formation la plus récente, notée Fy3-z, fait partie des formations superficielles de type alluvions subactuelles à actuelles. Le descriptif de ces couches est détaillé dans  les feuilles « no 808 - Sarlat-la-Canéda » et « no 809 - Souillac » de la carte géologique au 1/50 000 de la France métropolitaine, et leurs notices associées,.

Carte géologique de Salignac-Eyvigues.

#### Relief et paysages

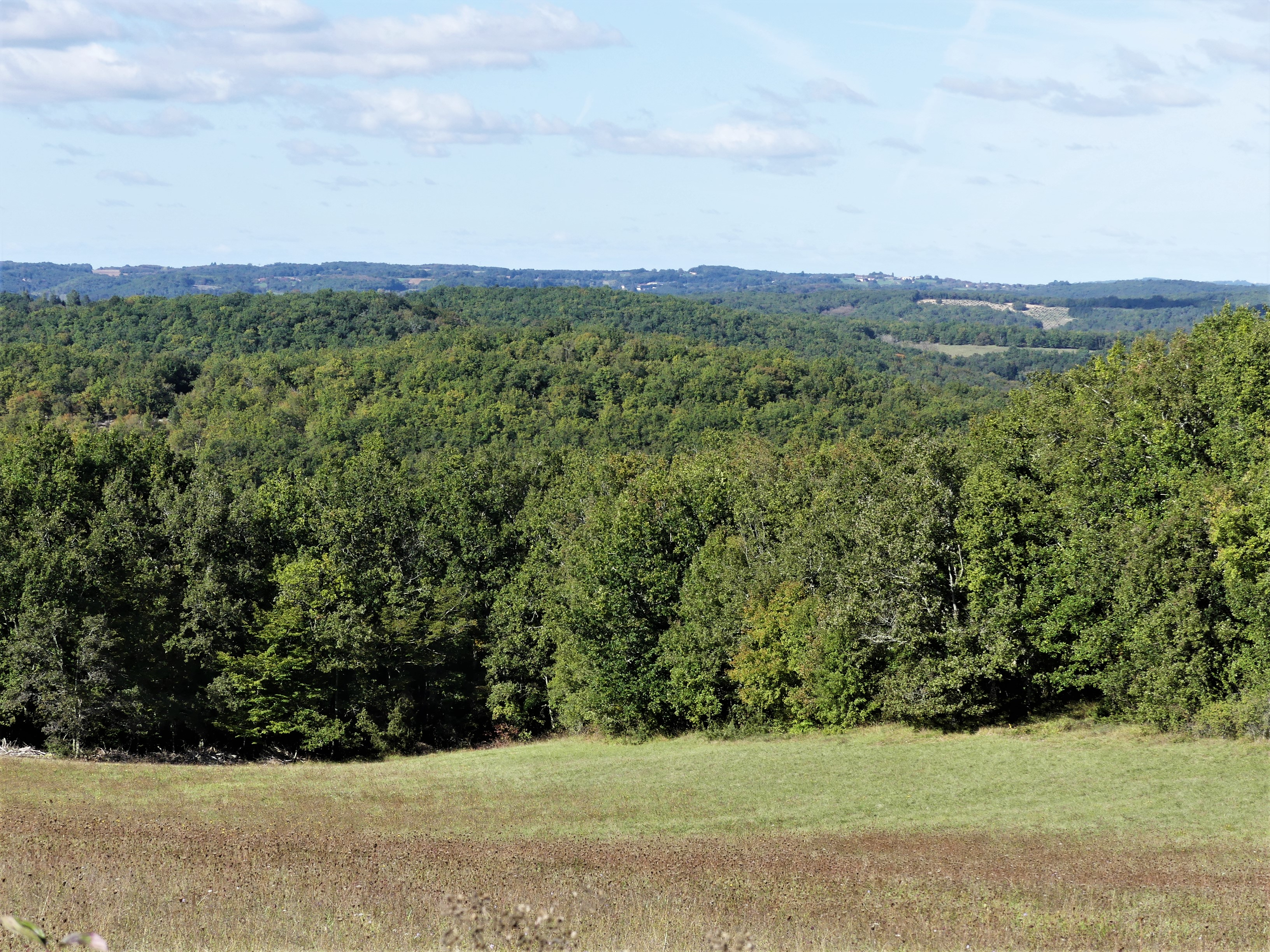
Vue prise depuis la route départementale 47, au sud-est d'Eyvigues, vers Péchaure au nord.

Le département de la Dordogne se présente comme un vaste plateau incliné du nord-est (491 m, à la forêt de Vieillecour dans le Nontronnais, à Saint-Pierre-de-Frugie) au sud-ouest (2 m à Lamothe-Montravel). L'altitude du territoire communal varie quant à elle entre 120 mètres et 314 mètres,.
Dans le cadre de la Convention européenne du paysage entrée en vigueur en France le 1er juillet 2006, renforcée par la loi du 8 août 2016 pour la reconquête de la biodiversité, de la nature et des paysages, un atlas des paysages de la Dordogne a été élaboré sous maîtrise d’ouvrage de l’État et publié en octobre 2020. Les paysages du département s'organisent en huit unités paysagères,. La commune fait partie du Périgord noir, un paysage vallonné et forestier, qui ne s’ouvre que ponctuellement autour de vallées-couloirs et d’une multitude de clairières de toutes tailles. Il s'étend du nord de la Vézère au sud de la Dordogne (en amont de Lalinde) et est riche d’un patrimoine exceptionnel.
La superficie cadastrale de la commune publiée par l'Insee, qui sert de référence dans toutes les statistiques, est de 43,48 km2,,. La superficie géographique, issue de la BD Topo, composante du Référentiel à grande échelle produit par l'IGN, est quant à elle de 44,44 km2.

### Hydrographie

#### Réseau hydrographique
La commune est située dans le bassin de la Dordogne au sein du Bassin Adour-Garonne. Elle est drainée par la Borrèze, le ruisseau de Sireyjol, et par divers petits cours d'eau, qui constituent un réseau hydrographique de 13 km de longueur totale,.
La Borrèze, d'une longueur totale de 22,13 km, prend sa source dans la commune de Paulin et se jette en rive droite de la Dordogne dans le département du Lot, en limite de Lanzac et de Souillac, au lieu-dit les Cuisines,. Elle arrose la commune au nord sur près de six kilomètres et demi, dont cinq et demi servent de limite naturelle en plusieurs tronçons, face à Paulin, Borrèze et Souillac.
Affluent de la Chironde, le ruisseau de Sireyjol prend sa source dans le nord-ouest du territoire communal qu'il baigne sur environ 700 mètres dont la moitié en limite de Saint-Geniès.

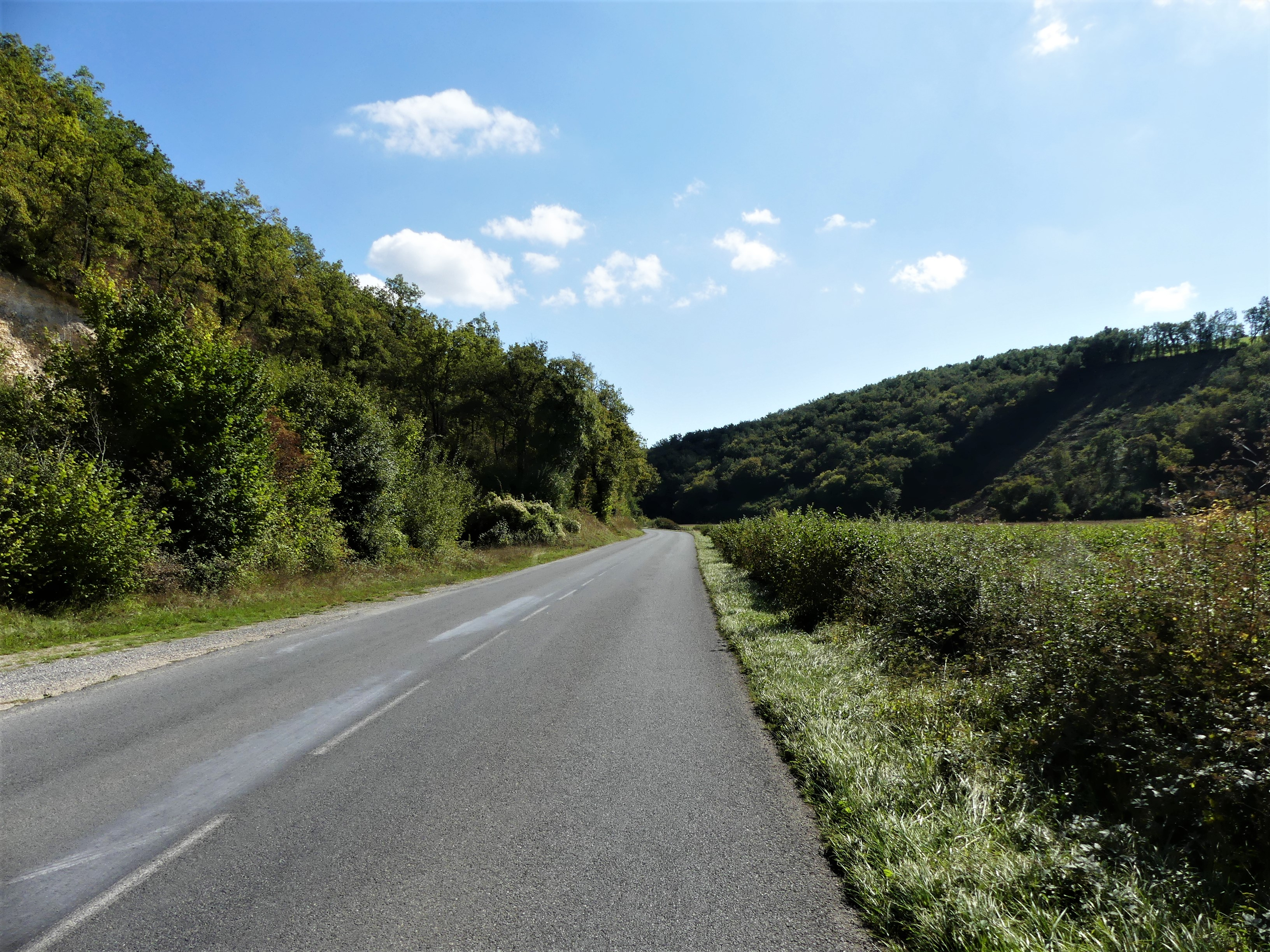
La RD 62 à Borrèze, en vallée de la Borrèze, à l'ouest du lieu-dit la Pouyade. Les coteaux sur la droite font partie du territoire de Salignac-Eyvigues.
Réseaux hydrographique et routier de Salignac-Eyvigues.
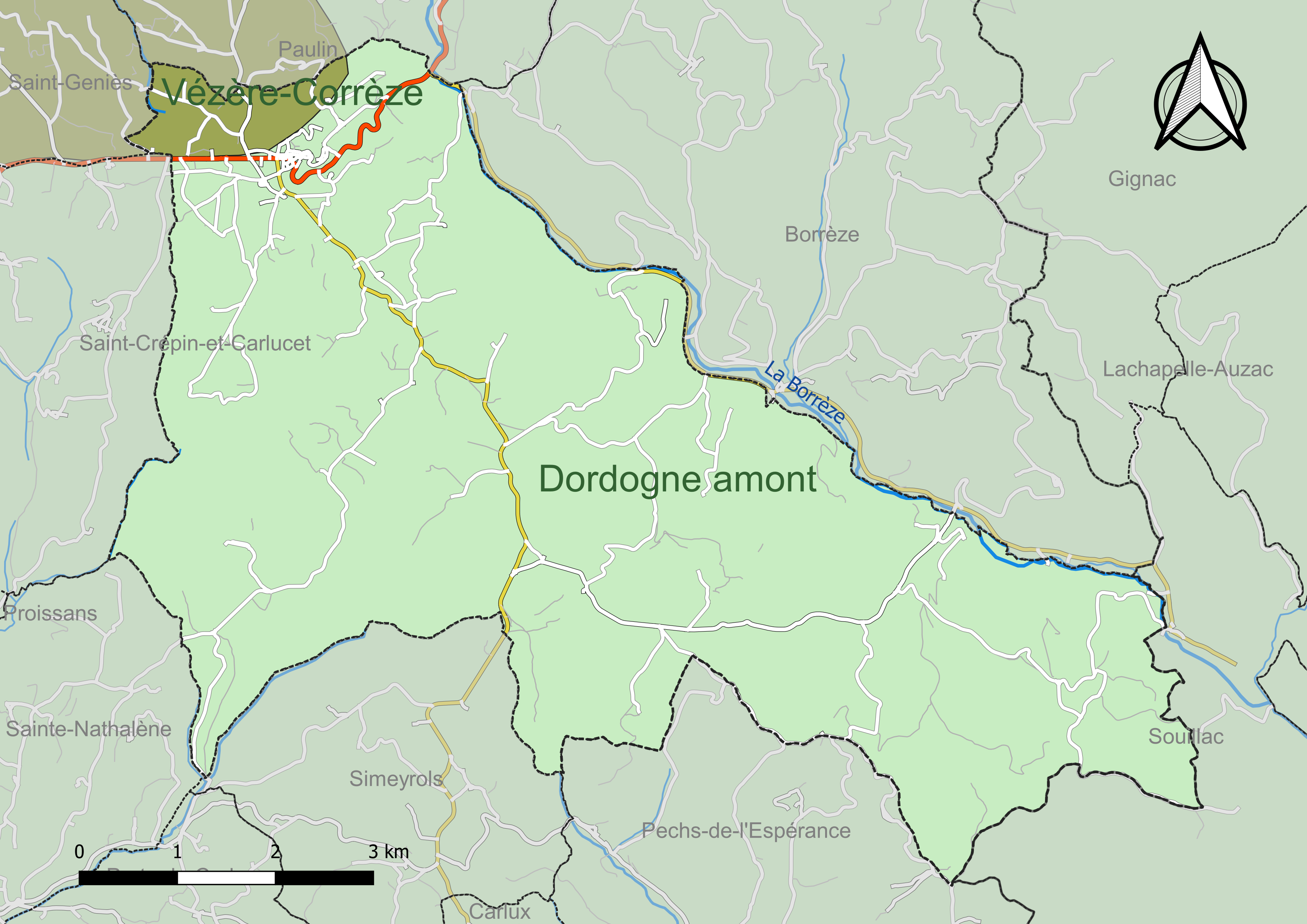
Carte des schémas d'aménagement et de gestion des eaux (SAGE) couvrant le territoire communal de Salignac-Eyvigues.

#### Gestion et qualité des eaux
Le territoire communal est couvert par les schémas d'aménagement et de gestion des eaux (SAGE) « Dordogne amont » et « Vézère-Corrèze ». Le SAGE « Dordogne amont », dont le territoire s'étend des sources de la Dordogne jusqu'à la confluence de la Vézère à Limeuil, d'une superficie de 9 700 km2 est en cours d'élaboration. La structure porteuse de l'élaboration et de la mise en œuvre est l'établissement public territorial de bassin de la Dordogne (EPIDOR). Le SAGE « Vézère-Corrèze », dont le territoire regroupe les bassins versants de la Vézère et de la Corrèze, d'une superficie de 3 730 km2 est en cours d'élaboration. La structure porteuse de l'élaboration et de la mise en œuvre est le conseil départemental de la Corrèze. Ils définissent chacun sur leur territoire les objectifs généraux d’utilisation, de mise en valeur et de protection quantitative et qualitative des ressources en eau superficielle et souterraine, en respect des objectifs de qualité définis dans le troisième SDAGE  du Bassin Adour-Garonne qui couvre la période 2022-2027, approuvé le 10 mars 2022.
La majeure partie du territoire communal dépend du SAGE Dordogne amont. Au nord-ouest, seule une petite zone — environ 3 % du territoire — concernant le bassin versant du ruisseau de Sireyjol est rattaché au SAGE Vézère-Corrèze.
La qualité des eaux de baignade et des cours d’eau peut être consultée sur un site dédié géré par les agences de l’eau et l’Agence française pour la biodiversité.

### Climat
Pour des articles plus généraux, voir Climat de la Nouvelle-Aquitaine et Climat de la Dordogne.
Historiquement, la commune est exposée à un climat océanique aquitain.  
En 2020, Météo-France publie une typologie des climats de la France métropolitaine dans laquelle la commune est exposée à un climat océanique altéré et est dans la région climatique  Ouest et nord-ouest du Massif Central, caractérisée par une pluviométrie annuelle de 900 à 1 500 mm, maximale en automne et en hiver.
Pour la période 1971-2000, la température annuelle moyenne est de 12 °C, avec  une amplitude thermique annuelle de 15,2 °C. Le cumul annuel moyen de précipitations est de 994 mm, avec 12 jours de précipitations en janvier et 7,2 jours en juillet. Pour la période 1991-2020, la température moyenne annuelle observée sur la station météorologique installée sur la commune est de 13,0 °C et le cumul annuel moyen de précipitations est de 907,1 mm,. Pour l'avenir, les paramètres climatiques de la commune estimés pour 2050 selon différents scénarios d’émission de gaz à effet de serre sont consultables sur un site dédié publié par Météo-France en novembre 2022.
| Mois                                  | jan.           | fév.           | mars           | avril         | mai           | juin          | jui.          | août          | sep.          | oct.          | nov.          | déc.          | année      |
| ------------------------------------- | -------------- | -------------- | -------------- | ------------- | ------------- | ------------- | ------------- | ------------- | ------------- | ------------- | ------------- | ------------- | ---------- |
| Température minimale moyenne (°C)     | 2,1            | 1,8            | 4,5            | 7,4           | 10,1          | 13,4          | 15,1          | 14,5          | 12            | 9,6           | 5,5           | 2,5           | 8,2        |
| Température moyenne (°C)              | 5,2            | 5,9            | 9,2            | 12,7          | 15,4          | 19            | 21,1          | 20,6          | 17,8          | 14,2          | 9             | 5,8           | 13         |
| Température maximale moyenne (°C)     | 8,3            | 10             | 13,9           | 17,9          | 20,7          | 24,6          | 27            | 26,6          | 23,5          | 18,8          | 12,6          | 9,2           | 17,8       |
| Record de froid (°C) date du record   | −10,3 11.01.10 | −14,4 09.02.12 | −11,1 01.03.05 | −2,8 07.04.08 | 0,6 05.05.19  | 4,8 05.06.14  | 7,8 14.07.08  | 8 22.08.14    | 2,6 27.09.10  | −3,2 29.10.12 | −7,2 28.11.08 | −9,2 19.12.09 | −14,4 2012 |
| Record de chaleur (°C) date du record | 18,2 28.01.24  | 23,6 27.02.19  | 25,8 30.03.21  | 30,1 30.04.05 | 33,2 30.05.25 | 38,5 27.06.19 | 40,5 23.07.19 | 39,6 07.08.20 | 35,7 04.09.23 | 32,1 01.10.23 | 23,9 08.11.15 | 18,2 25.12.22 | 40,5 2019  |
| Précipitations (mm)                   | 87,3           | 68,1           | 82             | 87,9          | 80,5          | 79,5          | 53,7          | 51,7          | 66,3          | 72,8          | 86,9          | 90,4          | 907,1      |

### Milieux naturels et biodiversité

#### Natura 2000
Le site « Coteaux calcaires de Borrèze » qui fait partie du réseau Natura 2000, s'étend sur 416 hectares sur le territoire de trois communes : Borrèze, Salignac-Eyvigues et Simeyrols,. Douze espèces animales y ont été recensées dont le Damier de la succise (Euphydryas aurinia), papillon inscrit à l'annexe II de la directive habitats de l'Union européenne. Vingt espèces végétales y ont aussi été répertoriées. Salignac-Eyvigues est concernée par cette zone sur près de deux kilomètres carrés, morcelée en cinq sites, autour d'Eyvigues et au nord d'Eybènes.

#### ZNIEFF
Environ 60 % du territoire communal — toute une partie orientale de la commune comprenant notamment les villages d'Eyvigues et d'Eynènes — fait partie de la zone naturelle d'intérêt écologique, faunistique et floristique (ZNIEFF) de type II Secteur forestier de Borrèze qui s'étend sur treize communes (dix en Dordogne et trois dans le Lot),. Deux espèces déterminantes de plantes ont été recensées sur cette ZNIEFF : l'Euphorbe de Séguier (Euphorbia seguieriana) et la Leuzée conifère (Rhaponticum coniferum), ainsi que 87 autres espèces végétales.
Trois ZNIEFF de type I sont incluses — entièrement pour la première et partiellement pour les deux autres — dans la précédente :
- le site « Coteaux calcaires du secteur de Borrèze »[33] s'étend sur 535,72 hectares, sur les territoires de Borrèze, Salignac-Eyvigues et Simeyrols ; 44 espèces déterminantes de plantes phanérogames, et une de reptiles y ont été répertoriées[33]. Environ la moitié de cette zone se trouve sur Salignac-Eyvigues, notamment autour du bourg d'Eyvigues, ainsi qu'au nord et à l'est de celui d'Eybènes[34].
- le site Grottes de la Forge et environs[35] s'étend sur 169,95 hectares, sur le territoire de trois communes : Salignac-Eyvigues en Dordogne ainsi que Lachapelle-Auzac et Souillac dans le Lot ; trois espèces déterminantes de chauves-souris et quatre de plantes phanérogames y ont été répertoriées[35] ; environ la moitié ouest de ce site se situe sur Salignac-Eyvigues[36] ;
- le site Hêtraie du Claud est divisé en deux zones de la commune de Salignac-Eyvigues, la plus importante (90 %) se situant en bordure sud de la route qui passe au sud des lieux-dits Line et la Genibre et qui relie les routes départementales 61 et 62[37]. Trente-quatre espèces végétales de phanérogames ont été recensées sur la ZNIEFF en 2015, dont deux espèces déterminantes : la Gesse noire (Lathyrus niger) et la Mélitte à feuilles de mélisse (Melittis melissophyllum), ainsi que vingt-cinq espèces d'oiseaux en 2002[38].

## Urbanisme

### Typologie
Au 1er janvier 2024, Salignac-Eyvigues est catégorisée commune rurale à habitat dispersé, selon la nouvelle grille communale de densité à 7 niveaux définie par l'Insee en 2022.
Elle est située hors unité urbaine. Par ailleurs la commune fait partie de l'aire d'attraction de Sarlat-la-Canéda, dont elle est une commune de la couronne,. Cette aire, qui regroupe 45 communes, est catégorisée dans les aires de moins de 50 000 habitants,.

### Occupation des sols
L'occupation des sols de la commune, telle qu'elle ressort de la base de données européenne d’occupation biophysique des sols Corine Land Cover (CLC), est marquée par l'importance des forêts et milieux semi-naturels (63,5 % en 2018), une proportion identique à celle de 1990 (63,5 %). La répartition détaillée en 2018 est la suivante : 
forêts (56,6 %), zones agricoles hétérogènes (28 %), prairies (6,9 %), milieux à végétation arbustive et/ou herbacée (6,8 %), zones urbanisées (1,6 %). L'évolution de l’occupation des sols de la commune et de ses infrastructures peut être observée sur les différentes représentations cartographiques du territoire : la carte de Cassini (XVIIIe siècle), la carte d'état-major (1820-1866) et les cartes ou photos aériennes de l'IGN pour la période actuelle (1950 à aujourd'hui).

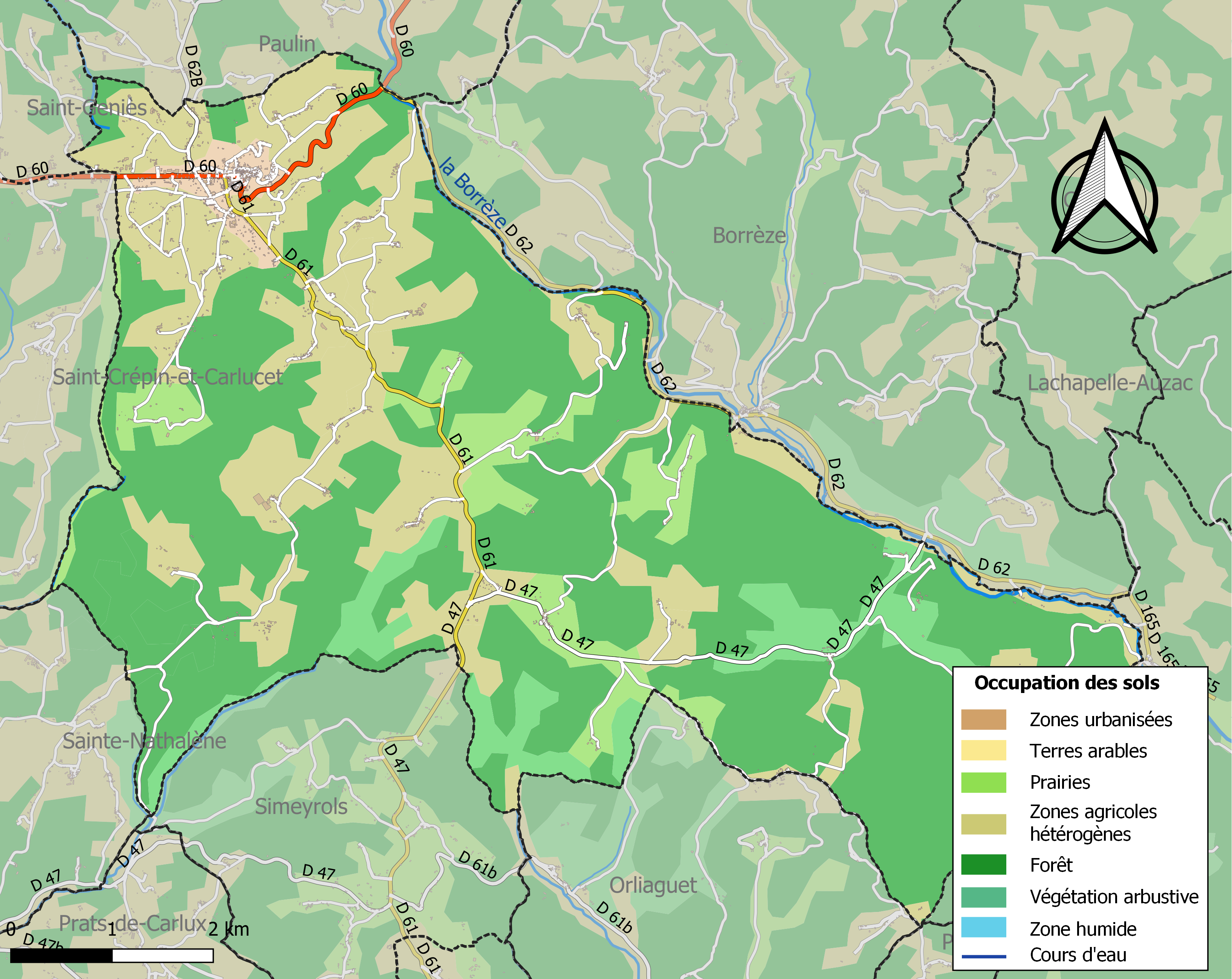
Carte des infrastructures et de l'occupation des sols de la commune en 2018 (CLC).

### Prévention des risques
Le territoire de la commune de Salignac-Eyvigues est vulnérable à différents aléas naturels : météorologiques (tempête, orage, neige, grand froid, canicule ou sécheresse), feux de forêts, mouvements de terrains et séisme (sismicité très faible). Un site publié par le BRGM permet d'évaluer simplement et rapidement les risques d'un bien localisé soit par son adresse soit par le numéro de sa parcelle.
Salignac-Eyvigues est exposée au risque de feu de forêt. L’arrêté préfectoral du 14 mars 2013 fixe les conditions de pratique des incinérations et de brûlage dans un objectif de réduire le risque de départs d’incendie. À ce titre, des périodes sont déterminées : interdiction totale du 15 février au 15 mai et du 15 juin au 15 octobre, utilisation réglementée du 16 mai au 14 juin et du 16 octobre au 14 février. En septembre 2020, un plan inter-départemental de protection des forêts contre les incendies (PidPFCI) a été adopté pour la période 2019-2029,.

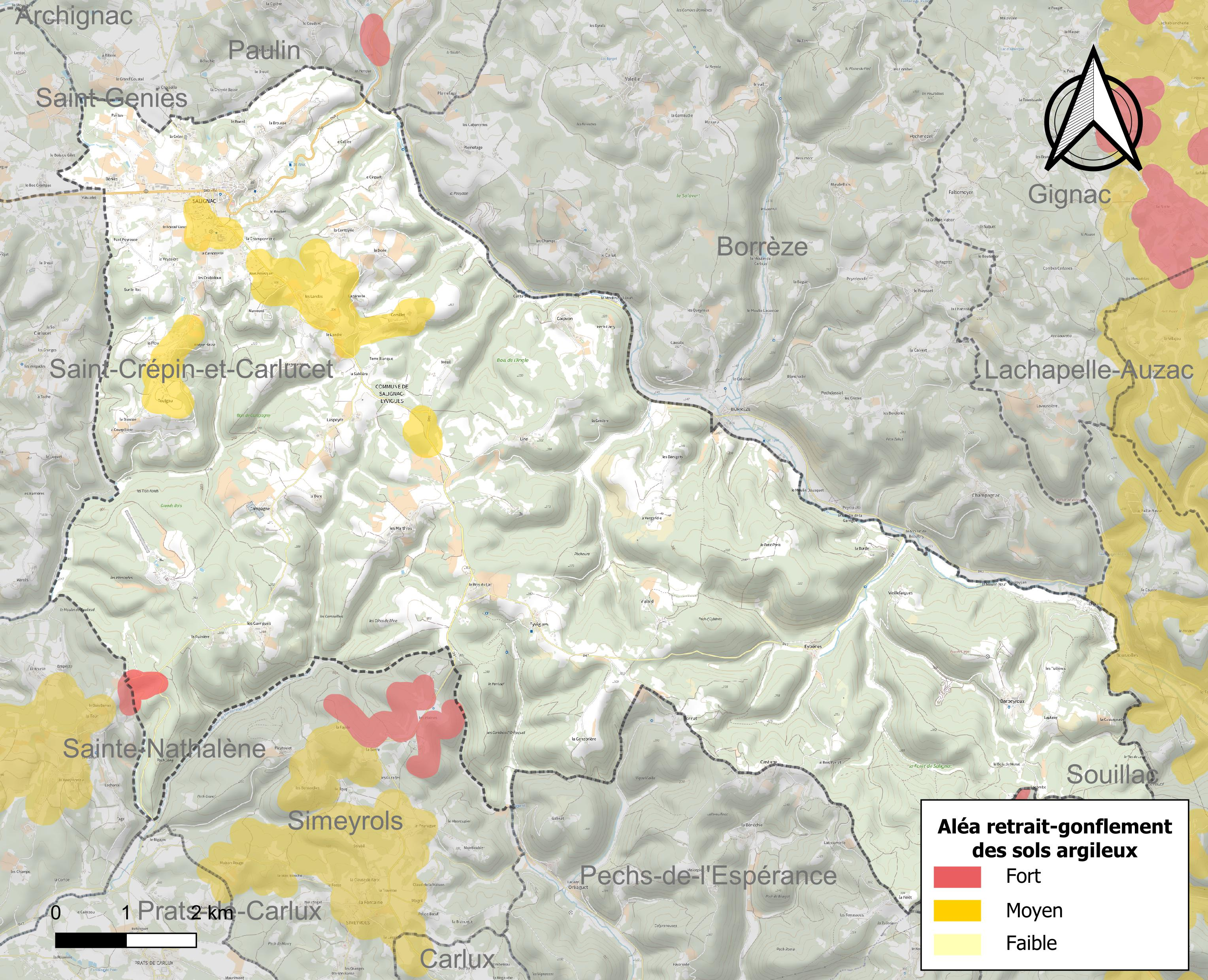
Carte des zones d'aléa retrait-gonflement des sols argileux de Salignac-Eyvigues.

Les mouvements de terrains susceptibles de se produire sur la commune sont des tassements différentiels. Le retrait-gonflement des sols argileux est susceptible d'engendrer des dommages importants aux bâtiments en cas d’alternance de périodes de sécheresse et de pluie. 4,3 % de la superficie communale est en aléa moyen ou fort (58,6 % au niveau départemental et 48,5 % au niveau national métropolitain). Depuis le 1er octobre 2020, en application de la loi ÉLAN, différentes contraintes s'imposent aux vendeurs, maîtres d'ouvrages ou constructeurs de biens situés dans une zone classée en aléa moyen ou fort,.
La commune a été reconnue en état de catastrophe naturelle au titre des dommages causés par les inondations et coulées de boue survenues en 1982 et 1999, par la sécheresse en 1989 et par des mouvements de terrain en 1999.

## Toponymie
En occitan, la commune porte le nom de Salanhac e Aivigas.

## Histoire
Salignac-Eyvigues est issue de la fusion de trois communes : Eybènes a fusionné avec Eyvigues en 1827 sous le nom d'Eyvignes-et-Eybènes, puis cette commune a fusionné avec Salignac en 1965 pour former Salignac-Eyvignes. Eyvignes étant souvent notée Eyvigues sur de vieux actes, en 2001, le débat est tranché et la commune change officiellement de nom de pour devenir Salignac-Eyvigues.
Situé aux confins du causse de Martel et des coteaux boisés du Périgord, le village de Salignac s'affirme au cours des siècles comme un lieu de passage entre Quercy, Limousin et Périgord noir.
En l'absence de traces d'occupation antique, il faut remonter vers l'an 980 pour voir la naissance du village de Salignac au pied d'un donjon de bois établi par Geoffroi de Salignac, premier du nom, sur une éminence rocheuse aménagée en motte féodale, légèrement à l'écart du plateau. Au XIIe siècle, deux donjons en pierre lui succèdent sur la motte et l'église Saint-Julien est construite au sud-ouest du village, participant à l'extension de celui-ci.
Après la réunion du Périgord à la couronne de France en 1393, les seigneurs de Salignac sont successivement appelés aux charges les plus éminentes. Parmi eux, le précepteur du petit-fils de Louis XIV, François de Salignac de la Mothe-Fénelon, archevêque de Cambrai.	
En 1545, en épousant Armand de Gontaut-Biron, Jeanne de Salignac lui apporte en dot la baronnie de Salignac. Avec elle s'arrête la lignée directe des Salignac. La famille se continue cependant par la branche des Salignac-Fénelon.
En 1631, la peste frappe le village de Salignac. Elle y fait près de 500 victimes dont Marguerite Hurault de l'Hôpital, petite-fille du célèbre chancelier Michel de L'Hospital, veuve de Jean de Gontaut-Biron, baron de Salignac, ambassadeur de France à Constantinople. L'un des rescapés est Gautier de Costes de La Calprenède, l'un des romanciers et auteurs dramatiques les plus prisés de ses contemporains du siècle de Louis XIV.
La Révolution entraîne, à la fin du XVIIIe siècle, d'importantes transformations du bourg dont la création de nouvelles places. C'est alors, en 1791, que bon nombre des documents qui auraient permis de connaître en détail l'histoire médiévale du village sont brûlés par la population en liesse : titres féodaux, archives notariales et de la cure, etc.
En septembre 1939, après la décclaration de guerre avec l'Allemagne, les habitants de Saasenheim (commune du Bas-Rhin) sont évacués dans le département de la Dordogne, dans les communes de Cazoulès et Salignac-Eyvigues.

## Politique et administration

### Rattachements administratifs et électoraux
Dès 1790, la commune de Salagnac (puis Salignac) est le chef-lieu du canton de Salagnac qui dépend du district de Sarlat jusqu'en 1795, date de suppression des districts. En 1801, le canton, appelé canton de Salagnac, dépend de l'arrondissement de Sarlat (devenu l'arrondissement de Sarlat-la-Canéda en 1965). La même année, du fait de la fusion des communes d'Eyvignes-et-Eybènes et de Salignac, il devient le canton de Salignac-Eyvignes, corrigé en 2001 en canton de Salignac-Eyvigues.
Dans le cadre de la réforme de 2014 définie par le décret du 21 février 2014, ce canton disparaît aux élections départementales de mars 2015. La commune est alors rattachée au canton de Terrasson-Lavilledieu.

### Intercommunalité
Fin 1998, Salignac-Eyvigues intègre dès sa création la communauté de communes du Salignacois dont elle est le siège. Celle-ci est dissoute au 31 décembre 2013 et remplacée au 1er janvier 2014 par la communauté de communes du Pays de Fénelon dont elle est également le siège.

### Administration municipale
La population de la commune étant comprise entre 500 et 1 499 habitants au recensement de 2017, quinze conseillers municipaux ont été élus en 2020,.

### Liste des maires
| Période                                  | Période        | Identité                   | Étiquette      | Qualité                   |
| ---------------------------------------- | -------------- | -------------------------- | -------------- | ------------------------- |
| Les données manquantes sont à compléter. |                |                            |                |                           |
|                                          |                |                            |                |                           |
| 1874                                     | 1903           | Marcel Castanet            |                | Docteur                   |
| 1920                                     | ?              | Alfred Constans            |                |                           |
|                                          |                |                            |                |                           |
| ?                                        | 1953           | Alfred Gatinel             |                |                           |
| 1953                                     | ?              | Raoul Mandegou             |                |                           |
|                                          |                |                            |                |                           |
| 1965                                     | 1979           | Marcel Cantelaube          | MRG            | Notaire                   |
| 1979                                     | 1995           | Jean-Claude Cavé           | PS             | Vétérinaire               |
| juin 1995                                | mai 2020       | Jean-Pierre Dubois         | SE puis UMP-LR | Ingénieur                 |
| mai 2020                                 | avril 2021     | Stéphane Laurent-Secrestat | Modem          | Écrivain                  |
| avril 2021                               | juin 2024      | Jacques Ferber,            | DVD            | Kinésithérapeute retraité |
| juin 2024                                | septembre 2024 | Délégation spéciale        |                |                           |
| septembre 2024                           | En cours       | Jacques Ferber             | DVD            | Kinésithérapeute retraité |

### Jumelages

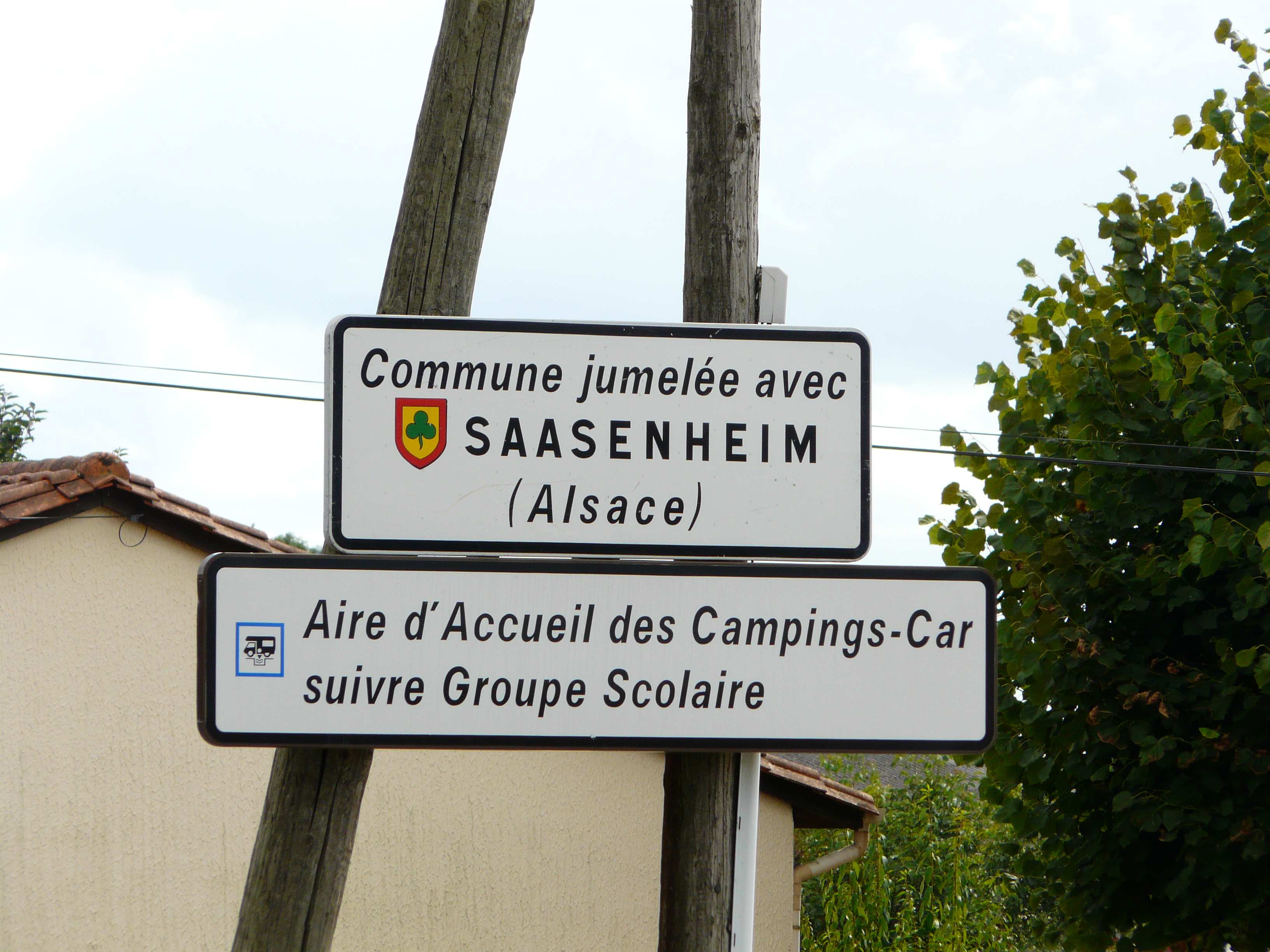
Panneau de jumelage de Salignac-Eyvigues.

Saasenheim (France) (Bas-Rhin) depuis 1998.

## Équipements et services publics

### Santé
La commune compte une maison de santé rurale.

### Justice
En 2023, dans le domaine judiciaire, Salignac-Eyvigues relève : 
- du tribunal de proximité de Sarlat-la-Canéda ;
- du tribunal judiciaire, du tribunal pour enfants, du conseil de prud'hommes et du tribunal de commerce de Bergerac ;
- du pôle Nationalité du tribunal judiciaire de Périgueux (compétent uniquement dans le domaine de la nationalité) ;
- de la cour d'appel et de la  cour administrative d'appel de Bordeaux.

## Population et société

### Démographie
Les habitants de Salignac-Eyvigues sont appelés les Salignacois.
Jusqu'en 1965, les communes de Salignac et d'Eyvignes-et-Eybènes étaient indépendantes.

#### Démographie de Salignac, puis de Salignac-Eyvigues
En 1965, Eyvignes-et-Eybènes fusionne avec Salignac, formant la nouvelle commune de Salignac-Eyvignes, renommée Salignac-Eyvigues en 2001.
L'évolution du nombre d'habitants est connue à travers les recensements de la population effectués dans la commune depuis 1793. Pour les communes de moins de 10 000 habitants, une enquête de recensement portant sur toute la population est réalisée tous les cinq ans, les populations de référence des années intermédiaires étant quant à elles estimées par interpolation ou extrapolation. Pour la commune, le premier recensement exhaustif entrant dans le cadre du nouveau dispositif a été réalisé en 2007.

En 2022, la commune comptait 1 184 habitants, en évolution de +1,37 % par rapport à 2016 (Dordogne : +0,37 %, France hors Mayotte : +2,11 %).
| 1793  | 1800  | 1806  | 1821  | 1831  | 1836  | 1841  | 1846  | 1851  |
| ----- | ----- | ----- | ----- | ----- | ----- | ----- | ----- | ----- |
| 1 131 | 1 184 | 1 101 | 1 136 | 1 111 | 1 198 | 1 286 | 1 430 | 1 516 |

| 1856  | 1861  | 1866  | 1872  | 1876  | 1881  | 1886  | 1891  | 1896  |
| ----- | ----- | ----- | ----- | ----- | ----- | ----- | ----- | ----- |
| 1 353 | 1 362 | 1 281 | 1 253 | 1 302 | 1 297 | 1 304 | 1 302 | 1 262 |

| 1901  | 1906  | 1911  | 1921 | 1926 | 1931 | 1936 | 1946 | 1954 |
| ----- | ----- | ----- | ---- | ---- | ---- | ---- | ---- | ---- |
| 1 194 | 1 161 | 1 044 | 937  | 894  | 879  | 896  | 918  | 857  |

| 1962 | 1968 | 1975 | 1982 | 1990 | 1999  | 2006  | 2007  | 2012  |
| ---- | ---- | ---- | ---- | ---- | ----- | ----- | ----- | ----- |
| 769  | 888  | 863  | 942  | 964  | 1 008 | 1 116 | 1 128 | 1 157 |

| 2017  | 2022  | - | - | - | - | - | - | - |
| ----- | ----- | - | - | - | - | - | - | - |
| 1 159 | 1 184 | - | - | - | - | - | - | - |

### Manifestations culturelles et festivités
Fête votive fin mai-début juin.

## Économie
- Tourisme : de nombreux visiteurs venus d'Europe du Nord (Angleterre, Pays-Bas, Belgique, etc.) investissent la région pendant les vacances.
- Agriculture, notamment le tabac exploité depuis 1857 en Dordogne.
- Foie gras : quelques producteurs et conserveurs artisanaux gavent des oies et des canards pour l'élaboration du foie gras et d'autres produits (confits, pâté, etc.)

### Emploi
En 2015, parmi la population communale comprise entre 15 et 64 ans, les actifs représentent 454 personnes, soit 38,6 % de la population municipale. Le nombre de chômeurs (76) a augmenté par rapport à 2010 (69) et le taux de chômage de cette population active s'établit à 16,6 %.

### Établissements
Au 31 décembre 2015, la commune compte 181 établissements, dont 98 au niveau des commerces, transports ou services, trente-sept relatifs au secteur administratif, à l'enseignement, à la santé ou à l'action sociale, vingt-deux dans l'agriculture, la sylviculture ou la pêche, treize dans la construction, et onze dans l'industrie.

## Culture locale et patrimoine

### Lieux et monuments

#### Patrimoine civil

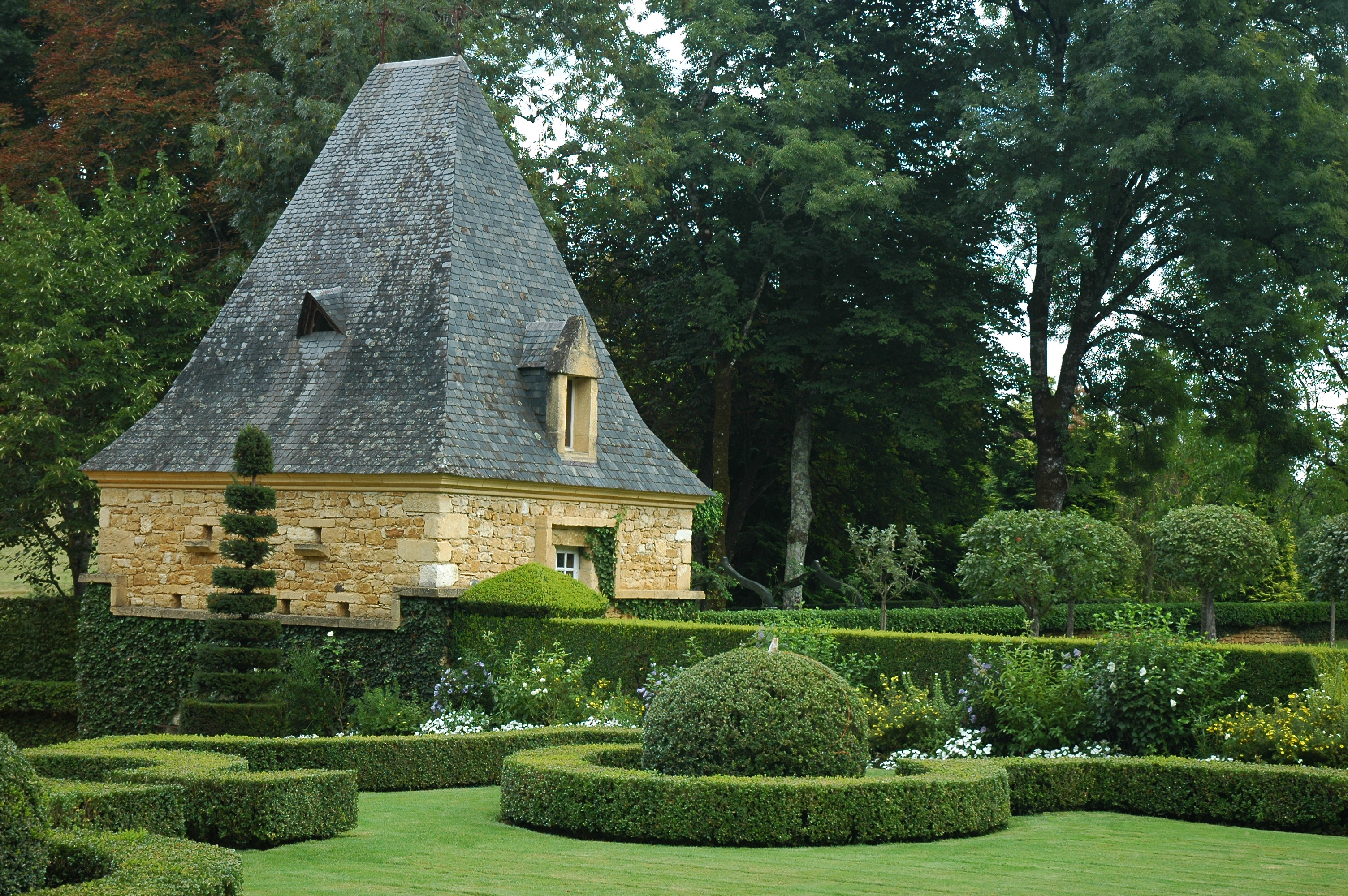
Jardins du manoir d'Eyrignac.

- Château de Barbeyroux, mentionné en 1325[73].
- Château du Claud (ou du Claux), XVe et XVIe siècles, classé au titre des monuments historiques[74]
- Château de Salignac (château fort des Salignac-Fénelon), XIIe et XVIe siècles, inscrit partiellement depuis 1969 au titre des monuments historiques pour ses façades, toitures et remparts[75]
- Château de Toulgou, lieu de naissance de Gautier de Costes de La Calprenède
- Château d'Eyvigues, XVIe et XVIIe siècles[76].
- Manoir d'Eyrignac (ou château d'Eyrignac), XVIIe et XVIIIe siècles, inscrit avec ses jardins remarquables (création du XXe siècle dans le goût du XVIIIe siècle)[77].
- Manoir d'Eybènes, XVIe siècle[78].
- Maison noble des Croisiers du XIIIe siècle, place de la Halle, classée[79]. Le nom de maison des Croisiers peut venir d'une déformation du nom du couvent Sainte-Croix. Il est probable que cette maison noble soit celle d'une des familles nobles vassales des comtes de Salignac, comme celle de Ferrières. On peut voir en partie basse six arcades et des restes de fenêtres ogivales au-dessus. Les ouvertures ont été modifiées au XIVe siècle pour faire pénétrer la lumière dans les vastes salles. Les niveaux de planchers ont été modifiés à l'époque moderne et les percements sont repris. Le toit de lauzes ne subsiste que sur le tiers du bâtiment[80].

#### Patrimoine religieux

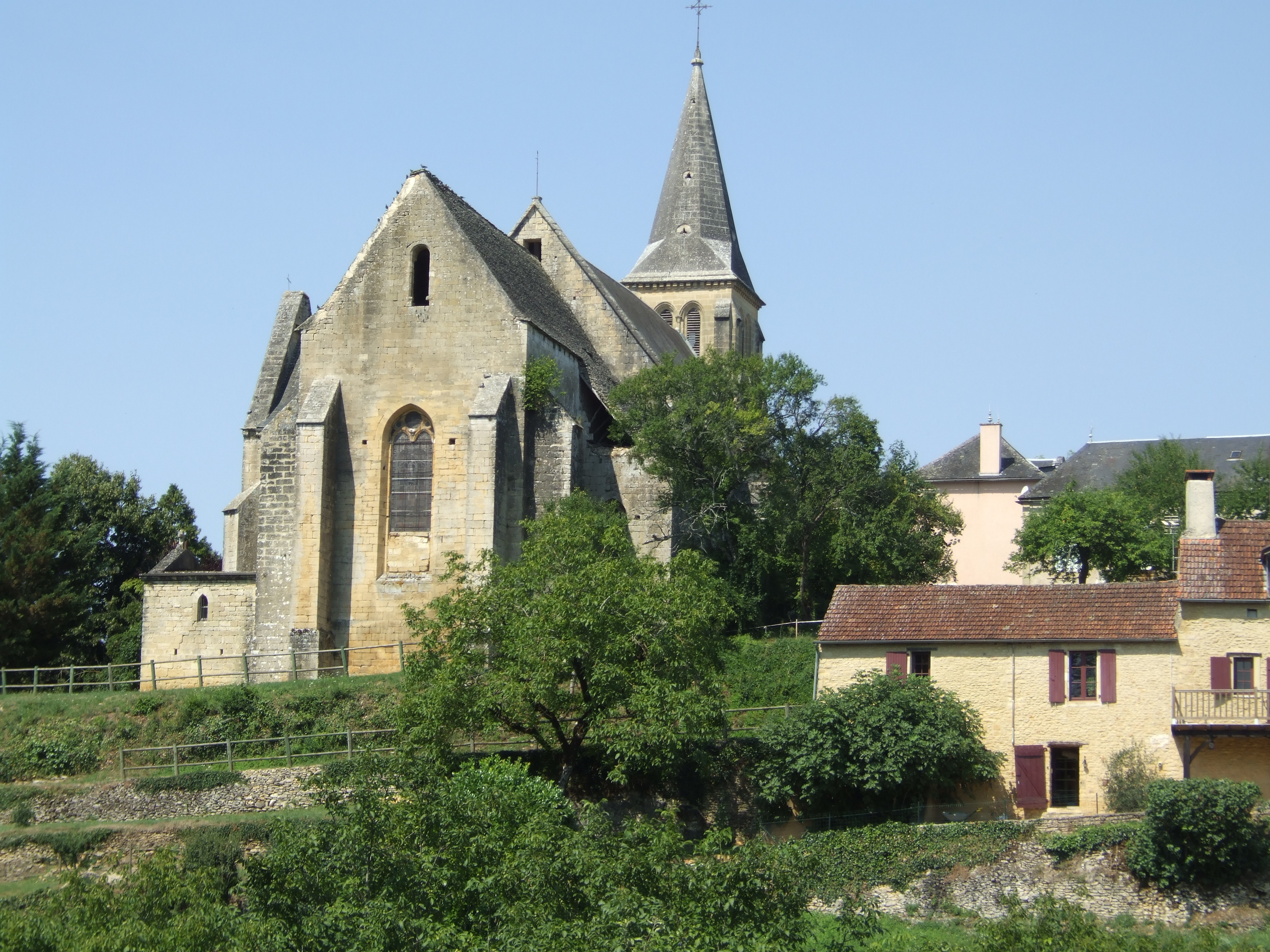
L'église Saint-Julien-de-Brioude.

- Église Saint-Julien-de-Brioude de Salignac, dans le bourg, XIVe et XVe siècles.
- Église Saint-Rémy d'Eyvigues.
- Église Saint-Loup d'Eybènes, XIIe siècle, inscrite depuis 1947 au titre des monuments historiques[81]. Elle recèle un autel-tabernacle du XVIIe siècle, restauré en 2021[82].
- Ancien couvent du XIIe siècle.

### Personnalités liées à la commune
- Gautier de Costes de La Calprenède (Gauthier de Costes, sieur de La Calprenède) (1609-1663), né au château de Toulgou à Salignac, est un écrivain et dramaturge français.
- Pierre Mejecaze dit « Dukercy » (1888-1945), caricaturiste né à Salignac. Il a réalisé de nombreuses caricatures politiques, notamment publiées dans la revue bimensuelle Cahier des charges créée en 1926[83].

### Héraldique
| Armes de Salignac-Eyvigues | Les armes de Salignac-Eyvigues se blasonnent ainsi : « D'or à cinq cotices partitionnées de sinople et de gueules selon le parti de l'écu. » |

## Pour approfondir